# Ахманов, Михаил
Михаи́л Ахма́нов (наст. имя Михаи́л Сергеевич Нахмансо́н; 29 мая 1945, Ленинград — 10 января 2019, Санкт-Петербург) — советский физик и российский популяризатор науки и писатель-фантаст. Член Союза писателей Санкт-Петербурга.

## Биография
Родился в семье военного врача. В детстве часто переезжал с матерью и отцом-офицером в пределах европейской части СССР. Учился в десяти школах в разных городах, десятый класс окончил в Смоленске с золотой медалью. В 1962 году поступил на первый курс Физического факультета Ленинградского государственного университета, закончил его в декабре 1967 года, был принят в аспирантуру и в мае 1971 года защитил диссертацию с присвоением учёной степени кандидата физико-математических наук.
В конце 1980-х годов начал переводить англо-американскую фантастику. В мае 1998 года вступил в Союз писателей Санкт-Петербурга.
10 января 2019 года скончался в Санкт-Петербурге на 74 году жизни от рака.

### Семья
Отец — Сергей Хаимович Нахмансон, полковник, военный врач, кандидат медицинских наук (скончался в 1997 году). Мать — Юдифь Евсеевна Нахмансон, домохозяйка (скончалась в 1985 году). По линии отца семья происходит из Витебска; дед — инженер-энергетик, прадед — финансист. По линии матери семья происходит из Бобруйска; дед — плотник, прадед — извозчик. Женат с 1967 года. Жена — Курмакова Асия Сулеймановна, кандидат технических наук, доцент Ленинградского института советской торговли (скончалась за год до его смерти). Сын, Нахмансон Сергей Михайлович, 1973 года рождения.

## Научная карьера
Специальности: квантовая физика твёрдого тела, квантовая химия, рентгенофизика, математическая обработка результатов экспериментов. Тема диссертационной работы и ряда статей — расчёт электронной структуры молекул и твёрдых тел и интерпретация спектральных данных. После защиты диссертации тематику пришлось изменить. Несмотря на солидную научную подготовку, полученную в университете, Михаил Нахмансон не смог найти места в ВУЗе или в одном из академических институтов Ленинграда. В 1971 году поступил на работу в Специальное конструкторское бюро рентгеновской аппаратуры (СКБ РА), превратившееся со временем в Институт научного приборостроения ЛНПО «Буревестник» (Минприбор СССР). Занимался дифрактометрией, программным обеспечением автоматизированных рентгеновских приборов, качественным и количественным рентгенофазовым анализом. Работал в должностях старшего инженера, руководителя группы, заведующего лабораторией. В начале девяностых годов возглавил дочернее научное предприятие при ЛНПО «Буревестник» и пребывал в должности директора до начала 1998 года. Научные труды: две книги и около сотни статей.

## Литературная карьера
Работу в литературной сфере начал в качестве переводчика (рассказы Азимова, Дика, Ван Вогта и других англо-американских фантастов). Первые крупные переводы: Стерлинг Ланье «Путешествие Иеро» и Филипп Фармер «В свои разрушенные тела вернитесь», «Сказочный корабль» (1991 год). В ближайшие пять лет познакомил российских любителей фантастики с рядом сериалов: «Мир Реки» Фармера, «Всадники Перна» Энн Маккефри, «Ленсмены» «Дока» Смита, «Приключения Ричарда Блейда» Джеффри Лорда. Затем писал сиквелы к сериалам о Ричарде Блейде и Конане Варваре, что стало для него хорошей литературной школой.
Первый оригинальный роман «Скифы пируют на закате» вышел в 1996 году в издательстве «Эксмо». В период с 1996 по 2014 год опубликовал более сорока фантастических, приключенческих и исторических романов. Две книги написаны в соавторстве с зарубежными писателями: «Капитан Френч, или Поиски рая» (с Крисом Гилмором, Англия) и «Мир Смерти. Недруги по разуму» (с Гарри Гаррисоном, США, соавторство формальное).
С 1998 года начал работать в научно-популярном жанре. Наиболее значимый проект — учебные пособия для людей с сахарным диабетом (написаны совместно с эндокринологом Хаврой Астамировой). В 1998—2013 годах суммарный тираж этих книг превысил шестьсот тысяч экземпляров, они стали известны среди русскоязычного населения США, Германии, Израиля, Австралии, а также в странах ближнего зарубежья. Также опубликовал книгу о питьевой воде, документальный роман о Праге (совместно с чешским литератором Владо Риша) и другие произведения.
В 2005 году начал преподавать на курсах «Литератор» (устроители — Союз писателей Санкт-Петербурга и Государственный институт культурных программ). Читал лекции по основам литературного мастерства, остросюжетной и научно-популярной литературе. На базе этих курсов подготовил пособие для начинающих литераторов («Эксмо», 2014 год).
Ряд книг (фантастика и пособия для людей с диабетом) переведены на польский, чешский, болгарский и латышский языки.

## Награды и литературные премии
- 2002: Литературная премия имени Александра Беляева за перевод книги Джеймса Глейка «Хаос. Создание новой науки».
- 2007: Золотой знак издательства «Эксмо» за успешное десятилетнее сотрудничество[20].
- 2009: Премия литературного фестиваля «Невский проспект» за роман «Ассирийские танки у врат Мемфиса»[20].
- 2011: Почётный знак Российской диабетической ассоциации за серию публикаций о сахарном диабете[21].

### Основные научные труды
- Нахмансон М. С. Расчет электронной структуры соединений лёгких элементов применительно к интерпретации рентгеновских спектров. Дисс. … канд. физ.-мат. наук, 1971.
- Васильев Е. К., Нахмансон М. С. Качественный рентгенофазовый анализ. — Новосибирск: «Наука», 1986. — 195 с.
- Нахмансон М. С., Фекличев В. Г. Диагностика состава материалов рентгенодифракционными и спектральными методами. — Л.: «Машиностроение», 1990. — 357 с. — ISBN 5-217-00915-2.

### Фантастика, приключенческие и исторические романы
Дилогия «Двеллеры»
- Скифы пируют на закате. — М.: Эксмо, 1996. — (Абсолютное оружие). — 25 000 экз. — ISBN 5-85585-696-8.[22]
- Странник, пришедший издалека. — М.: Эксмо, 1996. — (Абсолютное оружие). — 25 000 экз. — ISBN 5-85585-888-X.[23]
- Скифы пируют на закате. — М.: Эксмо, 2000. — (Наши звезды). — 7000 + 5 000 экз. — ISBN 5-04-004948-X.[24]
- Странник по прозвищу Скиф. — М.: Эксмо, 2005. — (Шедевры отечественной фантастики). — 6000 экз. — ISBN 5-699-11771-7.[25]

Тетралогия «Принц вечности» («Хроники Дженнака»)
- Другая половина мира. — М.: Эксмо, 1997. — (Абсолютная магия). — 15 000 экз. — ISBN 5-85585-977-0.[26]
- Пятая Скрижаль Кинара. — М.: Эксмо, 1997. — (Абсолютная магия). — 12 000 экз. — ISBN 5-251-00280-7.[27]
- Дженнак Неуязвимый. — М.: АСТ, 2010. — (Боевая фантастика). — 2000 + 2 000 экз. — ISBN 978-5-17-058249-5.[28]
- Цена светлой крови. — М.: АСТ, 2011. — (Боевая фантастика). — 3000 экз. — ISBN 978-5-17-068652-0.[29]

Трилогия «Дик Саймон»
- Тень Ветра. — М.: Эксмо, 1998. — (Абсолютное оружие). — 18 000 экз. — ISBN 5-04-000499-0.[30]
- Тень Земли. — М.: Эксмо, 1999. — (Абсолютное оружие). — 14 000 экз. — ISBN 5-04-003751-1.[31]
- Тень Ветра. Тень Земли. — М.: Эксмо, 2001. — (Наши звезды). — 8000 экз. — ISBN ISBN 5-04-006621-X.[32]
- Разъединенные миры. — М.: Эксмо, 2009. — (Русские звезды). — 5000 экз. — ISBN 978-5-699-32321-2.[32]
- Заклинатель джиннов. — СПб.: Лениздат, 2006. — 9050 экз. — ISBN 5-289-02301-1.[33]

Дилогия «Первопроходец»
- Среда обитания. — М.: Эксмо, 2003. — (Абсолютное оружие). — 11 000 экз. — ISBN 5-699-04477-9.[34]
- Ливиец. — М.: Эксмо, 2004. — (Абсолютное оружие). — 11 000 экз. — ISBN 5-699-06386-2.[35]
- Первопроходец. — М.: Эксмо, 2005. — (Экспансия). — 7000 экз. — ISBN 5-699-13041-1.[25]

Дилогия «Крысолов»
- Крысолов. — М.: Эксмо, 2000. — (Русский бестселлер). — 10 000 экз. — ISBN 5-04-004973-0.[36]
- Массажист. — СПб.: Лениздат, 2004. — 7050 экз. — ISBN 5-289-01885-9.[37]

Дилогия «Оружейная империя» («Алексей Каргин»)
- наёмник. — СПб.: Крылов, 2002. — (Современная авантюра). — 5000 + 5 000 экз. — ISBN 5-94371-107-4.[38]
- Наследник. — СПб.: Крылов, 2003. — (Современная авантюра). — 12 000 экз. — ISBN 5-94371-248-8.[39]
- Оружейная империя. — М., СПб.: АСТ, Астрель-СПб, 2009. — (Боевая коллекция). — 3000 экз. — ISBN 978-5-17-061353-3.[25]

Дилогия «Флибустьер»
- Флибустьер (Флибустьер. Вест-Индия). — СПб.: Крылов, 2004. — (Историческая авантюра). — 8000 + 5 000 + 5 000 экз. — ISBN 5-94371-537-1.[40]
- "Ворон" (Флибустьер. Магриб). — СПб.: Крылов, 2006. — (Историческая авантюра). — 8000 экз. — ISBN 5-9717-0359-5.[41]
- Флибустьер. "Ворон". — СПб.: Крылов, 2006, 2007. — (Историческая авантюра). — 5000 + 3 000 экз. — ISBN 5-9717-0355-2.[25]

Сериал «Пришедшие из мрака» — «Ивар Тревельян»
- Вторжение. — СПб.: Лениздат, 2005. — 9000 + 2 500 + 3 000 экз. — ISBN 5-289-02132-9.[42]
- Inwazja. — Варшава.: Almaz, 2012. — (SF). — 3500 экз.[43]
- Ответный удар. — СПб.: Лениздат, 2005. — 12 000 экз. — ISBN 5-289-02195-7.[44]
- Kontratak. — Варшава.: Almaz, 2013. — (SF). — 3500 экз.[45]
- Вторжение. Ответный удар. — М.: Эксмо, 2011. — (Очень много хорошей фантастики). — 5000 экз. — ISBN 978-5-699-45838-7.[46]
- Бойцы Данвейта. — СПб.: Лениздат, 2005. — 11 000 экз. — ISBN 5-289-02250-3.[47]
- Тёмные небеса. — СПб.: Лениздат, 2006. — 9000 экз. — ISBN 5-289-02402-6.[48]
- Врата Галактики. — М.: Эксмо, 2009. — (Абсолютное оружие). — 10 000 экз. — ISBN 978-5-699-37461-8.
- Миссия доброй воли. — М.: Эксмо, 2011. — (Абсолютное оружие). — 5000 экз. — ISBN 978-5-699-52613-0.[49]
- Посланец небес. — М.: Эксмо, 2005. — (Абсолютное оружие). — 12 000 экз. — ISBN 5-699-09734-1.[50]
- Далекий Сайкат. — М.: Эксмо, 2006. — (Абсолютное оружие). — 13 000 экз. — ISBN 5-699-15798-0.
- Миссия Тревельяна. — М.: Эксмо, 2006. — (Экспансия). — 5100 экз. — ISBN 5-699-17807-4.[51]
- Посланник небес. Далекий Сайкат. — М.: Эксмо, 2013. — (Абсолютное оружие. Коллекция). — 2500 экз. — ISBN 978-5-699-63518-4.[51]
- Недостающее звено. — М.: Эксмо, 2006. — (Абсолютное оружие). — 11 000 экз. — ISBN 5-699-18488-0.[52]
- Меч над пропастью. — М.: Эксмо, 2007. — (Абсолютное оружие). — 11 000 экз. — ISBN 978-5-699-21879-0.[53]
- Консул Тревельян. — М.: Эксмо, 2013. — (Абсолютное оружие). — 3500 экз. — ISBN 978-5-699-62066-1.

Дилогия «По ту сторону неба»
- Путь на Юг. — СПб.: Крылов, 2004. — (Фантастическая авантюра). — 10 000 + 5 000 экз. — ISBN 5-94371-655-6.[54]
- Океаны Айдена. — СПб.: Крылов, 2005. — (Фантастическая авантюра). — 12 000 + 5 000 экз. — ISBN 5-9717-0010-3.[55]
- Путь на Юг. Океаны Айдена. — СПб.: Крылов, 2007. — (Фантастическая авантюра). — 5000 экз. — ISBN 5-9717-0435-4.[25]

Дилогия «Сослагательные времена»
- Ассирийские танки у врат Мемфиса. — М.: Эксмо, 2008. — (Абсолютное оружие). — 12 000 экз. — ISBN 978-5-699-25581-8.[56]
- Окно в Европу. — М.: Эксмо, 2010. — (Абсолютное оружие). — 10 000 экз. — ISBN 978-5-699-39710-5.
- Сослагательные времена. — СПб.: Союз писателей Санкт-Петербурга, 2013. — 990 экз. — ISBN 978-5-905283-37-6.[25]

Дилогия «Забойщик»
- Патроны не кончаются никогда. — М.: Эксмо, 2008. — (Абсолютное оружие). — 12 000 экз. — ISBN 978-5-699-27077-4.[57]
- Naboje nikdy nedojdou. — Прага.: Klub Julese Vernea Praha, 2010. — 1200 экз. — ISBN 978-80-87246-24-5.[58]

Дилогия «Зов из бездны»
- Зов из бездны. — М.: Эксмо, 2011. — (Абсолютное оружие). — 8000 экз. — ISBN 978-5-699-46312-1.
- Первый после бога. — М.: Эксмо, 2011. — (Абсолютное оружие). — 7000 экз. — ISBN 978-5-699-47929-0.

Отдельные произведения
- Капитан Френч или Поиски рая. — М.: Эксмо, 1998. — (Абсолютное оружие). — 14 000 экз. — ISBN 5-04-001866-5.[59][60]
- Солдат удачи. — М.: Эксмо, 2001. — (Абсолютное оружие). — 15 000 экз. — ISBN 5-04-006613-9.[61]
- Я - инопланетянин. — М.: Эксмо, 2002. — (Абсолютное оружие). — 12 000 экз. — ISBN 5-699-00328-2.[62]
- Солдат удачи. Я - инопланетянин. — М.: Эксмо, 2003. — (Наши звезды). — 6000 экз. — ISBN 5-699-02163-9.[63]
- Солдат удачи. — М.: Эксмо, 2006. — (Экспансия). — 7000 экз. — ISBN 5-699-14904-X.[63]
- Мир Смерти. Недруги по разуму. — М.: Эксмо, 2001. — (Стальная Крыса). — 18 000 + 6 000 экз. — ISBN 5-04-008375-0.[64]
- Страж фараона. — СПб.: Крылов, 2001. — (Историческая авантюра). — 5000 + 3 000 + 3 000 экз. — ISBN 5-94371-053-1.[65]
- Кононов Варвар. — М.: Эксмо, 2003. — (Абсолютное оружие). — 13 000 экз. — ISBN 5-699-02427-1.[66]
- Kononow Barbarzynca. — Olsztyn: Solaris, 2003. — (Antologia rosyjskiej fantastyki). — ISBN 83-88431-74-9.[67]
- Али Бабаев и сорок покойников. — М.: АСТ, 2011. — (Боевая фантастика). — 3000 экз. — ISBN 978-5-17-060059-5.
- Третья стража. — М.: Эксмо, 2012. — (Абсолютное оружие). — 5000 экз. — ISBN 978-5-699-55087-6.